# Turquia al Festival de la Cançó d'Eurovisió
Turquia —acceptat per la Unió Europea de Radiodifusió com a Türkiye des de 2022— va debutar el 1975 al XX Festival de la Cançó d'Eurovisió, representat per Semiha Yankı amb «Seninle bir dakika» («Un minut amb tu»). Des d'aquesta ocasió, no va aconseguir cap tipus d'èxit fins a finals de la dècada de 1990. Ja va aconseguir vèncer en el festival en l'edició de 2003 amb la cançó «Everyway that I can», de Sertab Erener, qui va derrotar Bèlgica per només dos punts i Rússia per 3 punts.

## Història
Turquia va deixar la competència el 1979, la qual tindria lloc a Jerusalem, fer que va impedir que la cantant Maria Rita Epik i el seu grup 21 (ja seleccionats) poguessin interpertar la cançó «Seviyorum».
Des de la introducció de la regla de lliure idioma, així com del televot (en 1999 i 1997, respectivament), les cançons turques han gaudit més èxit que en anys previs.
El 1997, Turquia va acabar en 3r lloc amb la cançó «Dinle» de Şebnem Paker, que va resultar ser el primer èxit del país al festival, a partir del qual en vindrien molts més.
El 2004, després de la seva victòria l'any anterior, va organitzar el Festival a Istanbul, on hi van ser representats pel grup Athena i la cançó «For real», que va quedar en 4t lloc. En 2005 i 2006, quedarien molt prop del top 10, concretament al 13è i 11è lloc, respectivament.
El 2007, seguirien els bons resultats amb un altre 4t lloc amb Kenan Doğulu i «Shake it up Şekerim» amb un total de 163 punts, després d'haver passat per la semifinal, on van quedar en 3a posició amb 197 punts.
El 2008, el grup Mor veu Ötesi quedaria 7è tant en la seva semifinal (amb 85 punts) com en la final (amb 137 punts) amb la cançó «Deli» («Boig», en català).
El 2009, vindria un altre 4t lloc amb la cantant turc-belga Hadise i «Düm tek tek», qui va quedar segona en la primera semifinal amb 172 punts i 8 màximes puntuacions.
El 2010, amb la ratxa de bons resultats, MaNga amb el tema «We could be the same» van aconseguir 170 punts que li van bastar per quedar-se amb la segona posició. A més, dos dies abans, van aconseguir la primera victòria de Turquia en una semifinal amb 118 punts, la quantitat de punts més baixa en la història de la semifinal. Fins ara, aquests han aconseguit el millor resultat de la república des de 2003.
En 2011, per primera vegada des que es va implantar el sistema de semifinals, Turquia no va aconseguir passar a la final amb la cançó «Live It Up» del grup Yüksek Sadakat, el qual es va quedar 13è.
L'any 2012, amb el seu representant Can Bonomo i la cançó «Love Me Back», van aconseguir el 7è lloc. Aquell any, va ser el tema més beneficiat del televot.
Des de llavors, a tall de protesta per l'existència dels jurats nacionals i el Big Five, Turquia s'ha retirat de la competició. A pesar que el 7 de febrer de 2015, després de negociacions amb la UER, van anunciar que hi participarien en 2016, Turquia es va retractar més tard i va proclamar que no tornaria a participar-hi. L'agost de 2018, el director general de la radiodifusora turca TRT, Ibrahim Eren va declarar a més que no consideraven tornar-hi perquè "no podien emetre" en un horari en què els nens estan desperts "a algú com el representant austríac barbut amb faldilla, que no creu en els gèneres, i es considera home i dona alhora", en al·lusió a la guanyadora d'Eurovisió 2014 Conchita Wurst. Hi va afegir haver traslladat a la UER que "s'havien desviat dels seus valors" i que, com a resultat, "altres països també han deixat Eurovisió", dient que "hi ha un caos mental en la UER pels seus dirigents".
En 10 ocasions, Turquia ha quedat dins del TOP-10 en una gran final.

## Participacions
Llegenda
| Any                                   | Seu         | Artista                           | Cançó                      | Final                | Punts                | Semifinal                 | Punts                     |
| ------------------------------------- | ----------- | --------------------------------- | -------------------------- | -------------------- | -------------------- | ------------------------- | ------------------------- |
| 1975                                  | Estocolm    | Semiha Yankı                      | «Seninle Bir Dakika»       | 19                   | 3                    | No va haver-hi semifinals | No va haver-hi semifinals |
| No hi va participar entre 1976 i 1977 |             |                                   |                            |                      |                      |                           |                           |
| 1978                                  | París       | Nilüfer & Nazar                   | «Sevince»                  | 18                   | 2                    | No va haver-hi semifinals | No va haver-hi semifinals |
| 1979                                  | Jerusalem   | Maria Rita Epik i 21. Peron       | «Seviyorum»                | Retirat              | Retirat              | Retirat                   | Retirat                   |
| 1980                                  | La Haia     | Ajda Pekkan                       | «Pet'r Oil»                | 15                   | 23                   | No va haver-hi semifinals | No va haver-hi semifinals |
| 1981                                  | Dublín      | Aişegül Aldinç & Modern Folk Trio | «Dönme Dolap»              | 18                   | 9                    | No va haver-hi semifinals | No va haver-hi semifinals |
| 1982                                  | Harrogate   | Neco                              | «Hani»                     | 15                   | 20                   | No va haver-hi semifinals | No va haver-hi semifinals |
| 1983                                  | Múnic       | Çetin Alp & The Short Waves       | «Ópera»                    | 19                   | 0                    | No va haver-hi semifinals | No va haver-hi semifinals |
| 1984                                  | Luxemburg   | Beş Yıl Önce, On Yıl Sonra        | «Halay»                    | 12                   | 37                   | No va haver-hi semifinals | No va haver-hi semifinals |
| 1985                                  | Göteborg    | MFÖ                               | «Diday Diday Day»          | 14                   | 36                   | No va haver-hi semifinals | No va haver-hi semifinals |
| 1986                                  | Bergen      | Klips ve Onlar                    | «Halley»                   | 9                    | 53                   | No va haver-hi semifinals | No va haver-hi semifinals |
| 1987                                  | Brussel·les | Seyyal Taner & Locomotif          | «Şarkım Sevgi Üstüne»      | 22                   | 0                    | No va haver-hi semifinals | No va haver-hi semifinals |
| 1988                                  | Dublín      | MFÖ                               | «Sufi»                     | 15                   | 37                   | No va haver-hi semifinals | No va haver-hi semifinals |
| 1989                                  | Lausana     | Pan                               | «Bana Bana»                | 21                   | 5                    | No va haver-hi semifinals | No va haver-hi semifinals |
| 1990                                  | Zagreb      | Kayahan                           | «Gözlerinin Hapsindeyim»   | 17                   | 21                   | No va haver-hi semifinals | No va haver-hi semifinals |
| 1991                                  | Roma        | İzel, Reyhan i Can                | «İki Dakika»               | 12                   | 44                   | No va haver-hi semifinals | No va haver-hi semifinals |
| 1992                                  | Malmö       | Aylin Vatankoş                    | «Yaz Bitti»                | 19                   | 17                   | No va haver-hi semifinals | No va haver-hi semifinals |
| 1993                                  | Millstreet  | Burak Aydos                       | «Esmer Yarim»              | 21                   | 10                   | No va haver-hi semifinals | No va haver-hi semifinals |
| No hi va participar en 1994           |             |                                   |                            |                      |                      |                           |                           |
| 1995                                  | Dublín      | Arzu Ece                          | «Sev!»                     | 16                   | 21                   | No va haver-hi semifinals | No va haver-hi semifinals |
| 1996                                  | Oslo        | Şebnem Paker                      | «Beşinci Mevsim»           | 12                   | 57                   | 7                         | 69                        |
| 1997                                  | Dublín      | Şebnem Paker                      | «Dinle»                    | 3                    | 121                  | No va haver-hi semifinals | No va haver-hi semifinals |
| 1998                                  | Birmingham  | Tüzmen                            | «Unutamazsın»              | 14                   | 25                   | No va haver-hi semifinals | No va haver-hi semifinals |
| 1999                                  | Jerusalem   | Tuğba Önal                        | «Dön Artık»                | 16                   | 21                   | No va haver-hi semifinals | No va haver-hi semifinals |
| 2000                                  | Estocolm    | Pınar Ayhan                       | «Yorgunum Anla»            | 10                   | 59                   | No va haver-hi semifinals | No va haver-hi semifinals |
| 2001                                  | Copenhaguen | Sedat Yüce                        | «Sevgiliye Son»            | 11                   | 41                   | No va haver-hi semifinals | No va haver-hi semifinals |
| 2002                                  | Tallinn     | Buket Bengisu & Saphire           | «Leylaklar Soldu Kalbinde» | 16                   | 29                   | No va haver-hi semifinals | No va haver-hi semifinals |
| 2003                                  | Riga        | Sertab Erener                     | «Everyway that I can»      | 1                    | 167                  | No va haver-hi semifinals | No va haver-hi semifinals |
| 2004                                  | Istanbul    | Athena                            | «For Real»                 | 4                    | 195                  | País amfitrió             | País amfitrió             |
| 2005                                  | Kíev        | Gülseren                          | «Rimi Rimi Ley»            | 13                   | 92                   | Top 12 de l'any anterior  | Top 12 de l'any anterior  |
| 2006                                  | Atenes      | Sibel Tüzün                       | «Süper Star»               | 11                   | 91                   | 8                         | 91                        |
| 2007                                  | Hèlsinki    | Kenan Doğulu                      | «Shake It Up Şekerim»      | 4                    | 163                  | 3                         | 197                       |
| 2008                                  | Belgrad     | Mor ve Ötesi                      | «Deli»                     | 7                    | 138                  | 7                         | 85                        |
| 2009                                  | Moscou      | Hadise                            | «Düm tek tek»              | 4                    | 177                  | 2                         | 172                       |
| 2010                                  | Oslo        | MaNga                             | «We could be the same»     | 2                    | 170                  | 1                         | 118                       |
| 2011                                  | Düsseldorf  | Yüksek Sadakat                    | «Live It Up»               | No es va classificar | No es va classificar | 13                        | 47                        |
| 2012                                  | Bakú        | Can Bonomo                        | «Love Me Back»             | 7                    | 112                  | 5                         | 80                        |
| No hi va participar entre 2013 i 2025 |             |                                   |                            |                      |                      |                           |                           |

## Festivals organitzats a Turquia
| Edició                                | Ciutat seu | Localització      | Presentandors               |
| ------------------------------------- | ---------- | ----------------- | --------------------------- |
| Festival de la Cançó d'Eurovisió 2004 | Istanbul   | Abdi İpekçi Arena | Korhan Abay i Meltem Cumbul |

## Galeria d'imatges

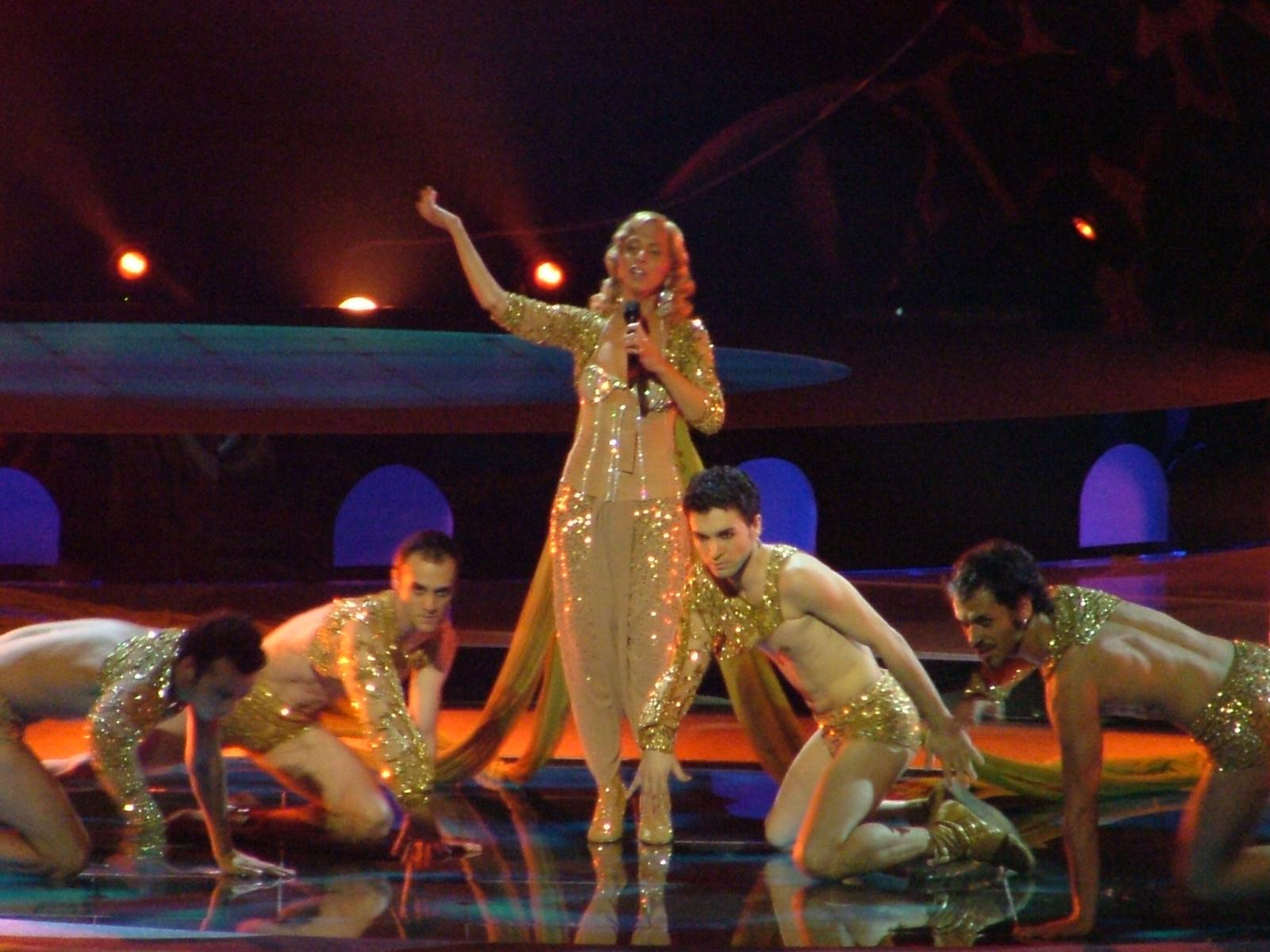
Sertab Erener en l'obertura del Festival d'Eurovisió 2004
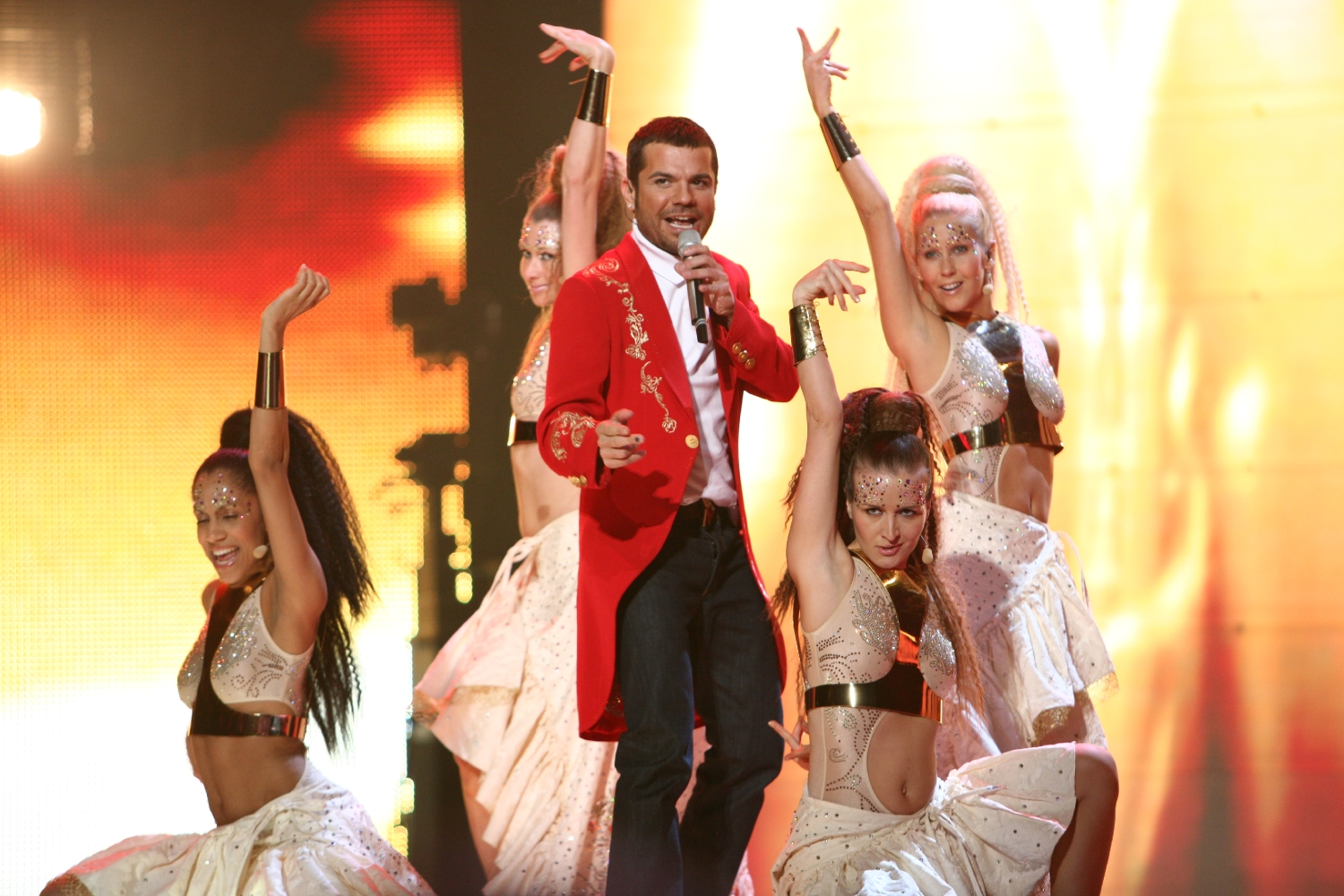
Kenan Doğulu a Hèlsinki (2007)
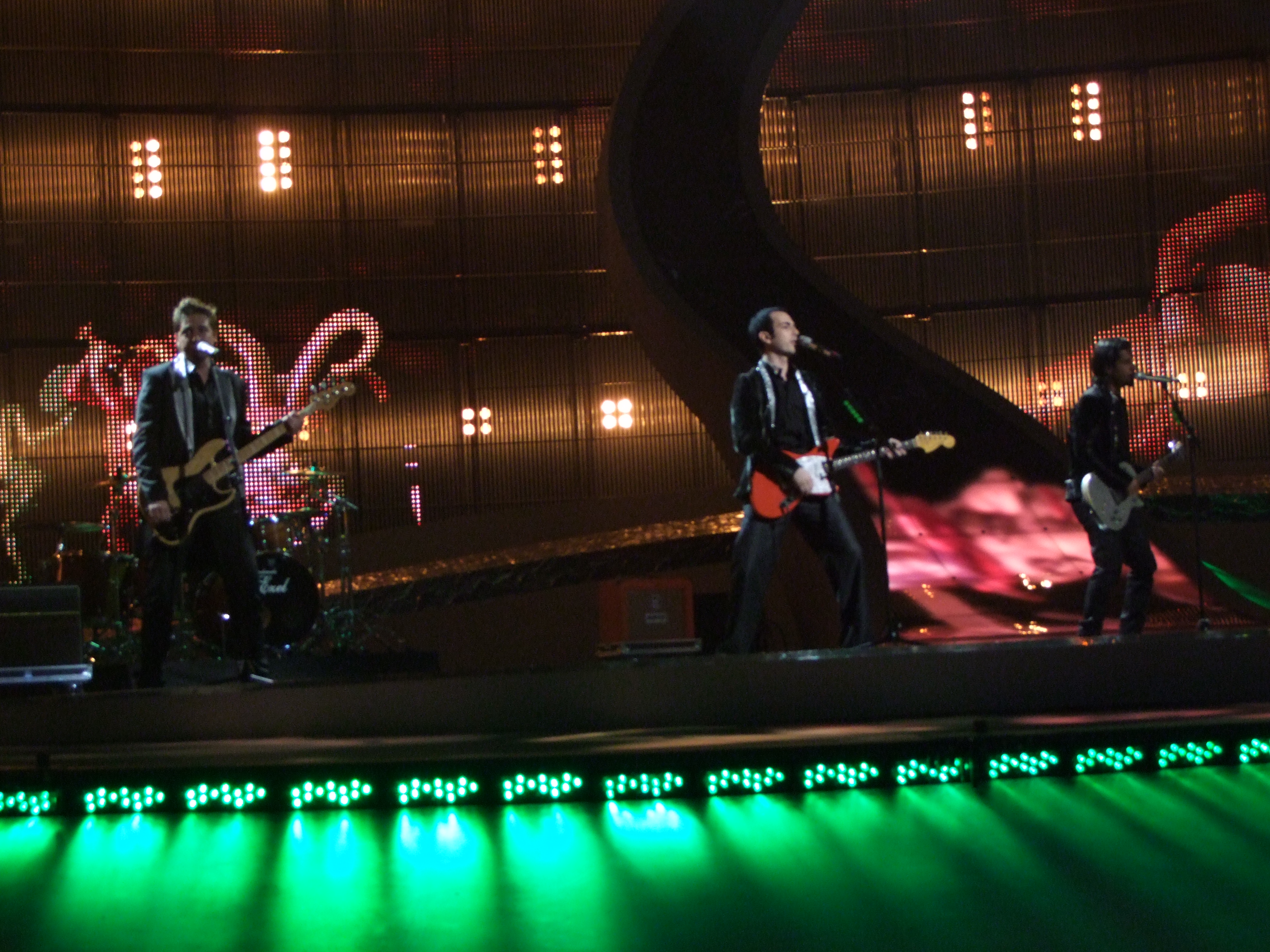
Mor ve Ötesi a Belgrad (2008)
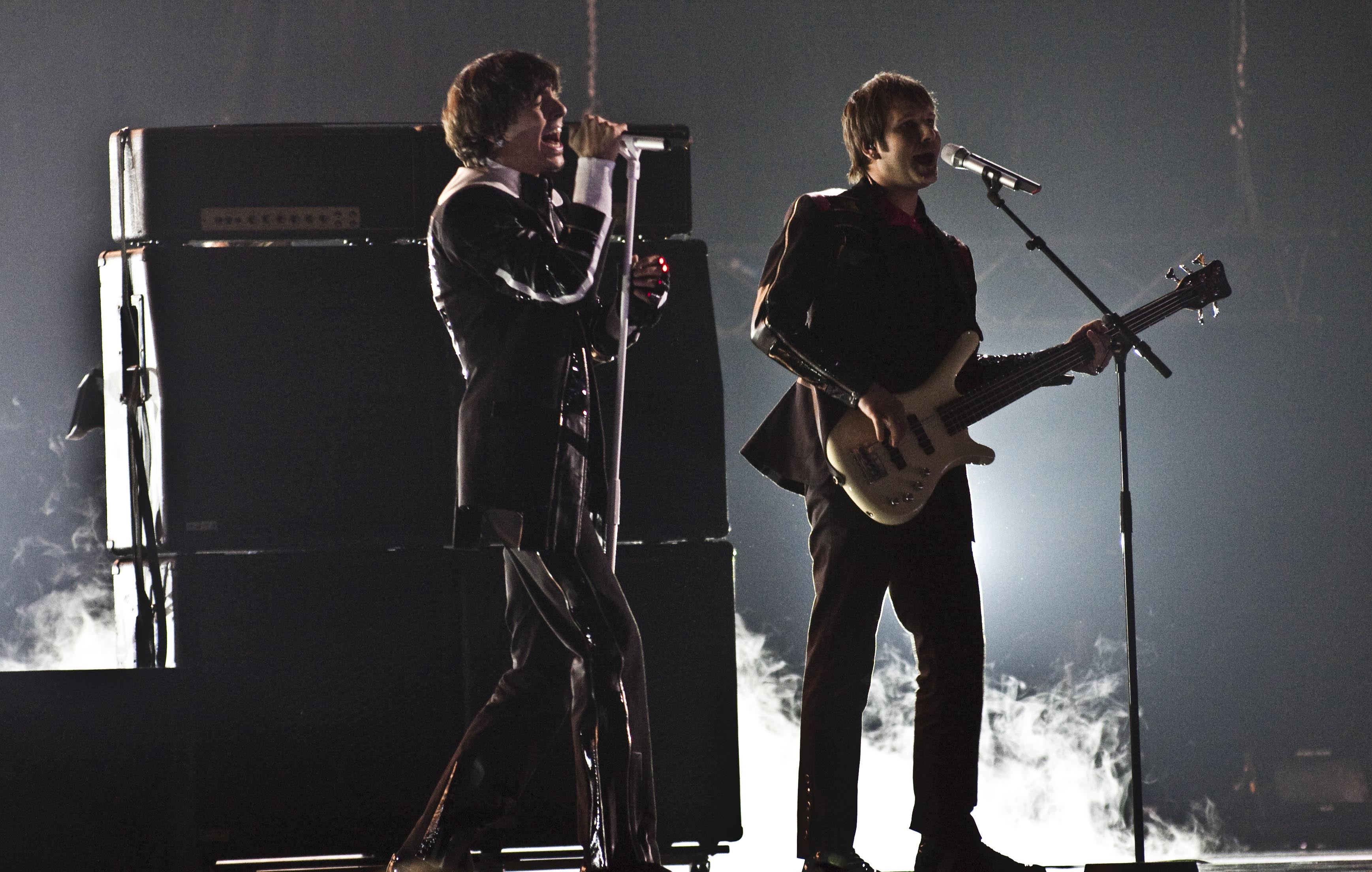
maNga a Oslo (2010)